# Der Planer
Der Planer ist eine Wirtschaftssimulation, die von Greenwood Entertainment im Januar 1994 veröffentlicht wurde. Mit Der Planer: Extra wurde eine Erweiterung im Mai 1994 veröffentlicht. Eine Fassung auf CD-ROM vereinte das Basisspiel mit der Erweiterung.
Im Mai 1998 erschien Der Planer: Gold, welches das Spiel in einen amerikanischen Bundesstaat verlegte und leicht erweiterte. Die Goldfassung wurde als Freeware veröffentlicht.
Es stellt den Beginn einer Computerspielreihe dar.

## Handlung und Spielprinzip
Der Spieler übernimmt im Spiel die Leitung einer Spedition. Diese führt Transporte in einer Region Deutschlands durch. Seine Aufgabe in dieser Spedition ist es, diese entsprechend den anfangs mitgeteilten Vorgaben zu sanieren. Neben dem Erwerb der Lastkraftwagen, Kleintransporter und Anhänger kümmert er sich auch um die Wartung derselbigen. Im Bereich der Auftragsbeschaffung hat er die Möglichkeit, verschiedene Firmen anzurufen, sich nach dem Transportbedarf zu erkundigen und ggf. Transportverträge abzuschließen oder Anzeigen in Fachzeitschriften zu schalten.
Bei der Auftragsdisposition besteht die Möglichkeit, die Waren mit den eigenen Fahrzeugen zu liefern. Hat er vorher einen Transportvertrag mit einer Reederei oder Fluggesellschaft abgeschlossen, kann auch ein Transport per Schiff oder Flugzeug möglich sein. Ist das nicht der Fall, bleibt noch der Transport per Zug als Option. Das Personal ist ein weiterer wichtiger Bereich. Neben dem Spieler arbeiten noch weitere Mitarbeiter in der Spedition. Das kann ein Manager sein oder eine Buchhalterin, ohne die es keine korrekten Bilanzen gibt, die Telefonistin, die wichtige Informationen weitergibt, die Rechtsanwältin, die insbesondere bei Vertragsverhandlungen hilfreich ist, der Lkw-Mechaniker, der die Fahrzeuge repariert und wartet, die Putzfrauen, die das Speditionsgebäude reinigen, und die LKW-Fahrer.
Auch die Öffentlichkeitsarbeit gehört zu den Aufgaben des Spielers. Nach wichtigen Ereignissen oder Unfällen gibt es eine Pressekonferenz. Im Multiple-Choice-Verfahren kann er dabei aus mehreren möglichen Antworten die richtige auswählen. Entsprechend seiner Wahl wirkt sich dies positiv oder negativ auf das Ansehen des Unternehmens aus.
Neben der wirtschaftlichen Komponente innerhalb seiner Spedition hat sich der Spieler ferner, um sein Privatleben zu kümmern. In dessen Mittelpunkt stehen seine Frau und sein Sohn, die vor und nach der Arbeit diverse Anliegen äußern. Oftmals haben diesen direkten Einfluss auf die Arbeitszeiten bzw. das Privatvermögen des Spielers.
Ziel des Spiels ist es, durch erfolgreiches Wirtschaften in der Spedition, immer bessere Arbeitsverträge zu erhalten und sich mit den eingenommenen Löhnen und Prämien derart viele Luxusgegenstände zu kaufen, dass der private Bekanntheitsgrad des Spielers auf 100 % steigt.

## Nachfolger
Mit Der Planer 2 von 1996 existiert ein direkter Nachfolger.
Weitere veröffentlichte Spiele der Reihe sind:
- Der Planer 3 (2006)
- Der Planer 4 (2010)[2]
- Der Planer 5 – Der Logistik-Manager (2012)[3]

## Rezeption
Man erkenne die Mühe, das Speditionsgewerbe realitätsnah abzubilden. Die Grafiken wirken jedoch steril. Spielerisch werde wenig Abwechslung geboten. Selbst Dienstreisen verwenden für jede Stadt die gleiche Karte. Der Unterhaltungswert sei gering. Die gemalten Grafiken seien ansehnlich. Die Handlung sei wenig reizvoll. Es könne sich mit Mad TV oder Der Patrizier messen. Der Planer böte tiefgründiges Gameplay und eine perfekte Maussteuerung, lediglich die Geräusche seien nervig.
Die Der Planer: Extra böte wenig Neues. Wie schon bei der Erweiterung ging Greenwood bei der CD-ROM Version auf die Wünsche der Spieler ein und fügte Komfortfunktionen hinzu. Für Vorbesitzer lohne sich die CD-ROM Version nicht. Das Spielprinzip sei eintönig.